# Carlos Lemos
Carlos Alberto Cerqueira Lemosᵒᵐᶜ (São Paulo, 2 de junho de 1925 – São Paulo, 6 de agosto de 2025) foi um arquiteto, historiador de arquitetura, pintor e professor brasileiro.

## Biografia
Ingressou em 1946 na primeira turma de Faculdade de Arquitetura da Universidade Presbiteriana Mackenzie, que acabara de ser criada, a partir do curso de engenheiro-arquiteto da Escola de Engenharia Mackenzie. Graduou-se no ano de 1950.
Participou da equipe de desenvolvimento do projeto do parque Ibirapuera e de 1952 a 1957 dirigiu o escritório de Oscar Niemeyer em São Paulo. Foi responsável pela conclusão do edifício Copan.
Tornou-se Professor Titular no Departamento de História da Arquitetura e Estética do Projeto da Faculdade de Arquitetura e Urbanismo (FAU) vinculado à Universidade de São Paulo (USP).
Suas atividades como professor e pesquisador contemplam em especial a arquitetura brasileira e a questão da preservação do patrimônio cultural - neste sentido tendo prestado sua colaboração profissional ao Conselho de Defesa do Patrimônio Histórico, Arqueológico, Artístico e Turístico do Estado de São Paulo (CONDEPHAAT) como diretor técnico (1968-1981) e conselheiro (1983-1989); conselheiro do Instituto do Patrimônio Histórico e Artístico Nacional (IPHAN) (1992-2000); conselheiro do Conselho Municipal de Preservação do Patrimônio Histórico, Cultural e Ambiental da Cidade de São Paulo (CONPRESP) (2001- 2003).
Foi membro do comitê brasileiro do ICOMOS (Internacional Council of Monuments and Sites) e do Comitê Brasileiro de História da Arte (filiado ao CIHA) até a data de sua morte.

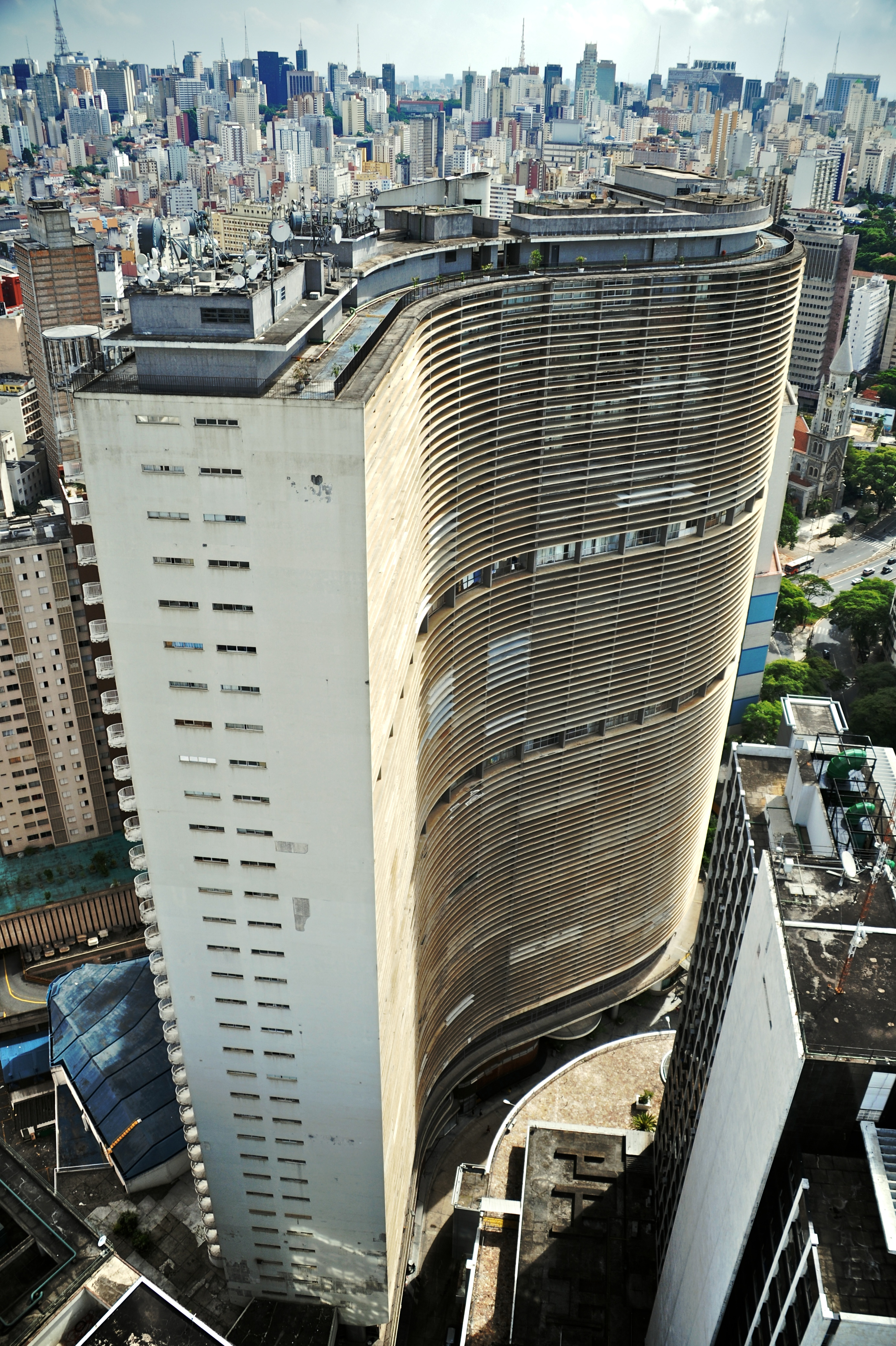
O Edifício Copan

No ano de 2012, foi agraciado com a Ordem do Mérito Cultural (OMC), recebendo a medalha das mãos da presidente Dilma Rousseff (PT). O evento ainda contou com a presença do ex-presidente José Sarney (PMDB), o então Ministro da Educação, Aloizio Mercadante (PT) e a Ministra da Cultura Marta Suplicy (PT). No ano de 2015, em comemoração aos 90 anos ganha uma homenagem no Museu da Casa Brasileira.

## Morte
Morreu no dia 6 de agosto de 2025 aos 100 anos.

## Livros editados
- Cozinhas, etc.: um estudo sobre as zonas de serviço da casa paulista, Editora Perspectiva, 1976.[20]
- Alvenaria Burguesa, Editora Studio Nobel, 1989, ISBN 852130465X.[21]
- O que é Arquitetura, Editora Brasiliense (Coleção Primeiros Passos), 1994, ISBN 8511010165.[22]
- Casa paulista, Editora EDUSP, 1999, ISBN 8531404711.[23]
- A República ensina a morar melhor,  Editora HUCITEC, 1999, ISBN 852710461X.[24]
- Viagem pela carne, Editora EDUSP, 2005, ISBN 8531408725.[25]
- Da Taipa ao Concreto - Crônicas e ensaios sobre a memória da arquitetura e do urbanismo, Editora Três estrelas, 2013, ISBN: 978-85-6533-916-2.[26]